# Porcellionides virescens
Porcellionides virescens is een pissebed uit de familie Porcellionidae. De wetenschappelijke naam van de soort is voor het eerst geldig gepubliceerd in 1879 door Gustav Budde-Lund.